# Oeynhausen (Traiskirchen)
Oeynhausen je jedno z katastrálních území města Traiskirchen v okrese Baden v Dolních Rakousích.

## Historie
Ovdovělé hraběnce Schulenburg-Oeynhausen patřilo nejdříve panství Tribuswinkel a Oberwaltersdorf. Když císařovna Marie Terezie (1717-1780) plánovala financovat vesnici pojmenovanou Theresienfeld, chtěla se jí hraběnka rovnat.
V roce 1768 bylo patentem dovoleno, aby se rolníci směli usídlovat na vrchnostenské pastvině. Podle vídeňského diáře z 16. ledna 1771 se vyhlásilo usídlení na nepoužitých plochách v území mezi Tribuswinkelem a „Oberwaltersdorfem“. Dne 9. listopadu 1771 bylo povoleno založit vesnici na „Hochstraße" mezi obcemi Traiskirchen a Günselsdorfem. Ves dostala jméno podle zakladatelky „Oeynhausen“. Nejdříve se započalo se stavbou dřevěných chatrčí a později se stavělo z kamenného zdiva.
V roce 1832 bylo postaveno 23 obytných domů po obou stranách ulice i s hostincem. V roce 1873 byl založen spolek dobrovolných hasičů, v roce 1874 postaven kostel a 1878 škola.
Roku 1920 bylo katastrální území Oeynhausen odděleno od obce Tribuswinkel a vznikla nová obec. V průběhu druhé světové války město Traiskirchen v roce 1943 převzalo správu obce. Během války byla obec velmi poškozená. Již v roce 1945 se obec Oeynhausen opět osamostatnila.
Roku 1972 v důsledku provádění velkých obecních reforem v Dolních Rakousích, obec se opět připojila k městu Traiskirchen. Při těchto reformách byla k městu připojena také obce Tribuswinkel.
V roce 2003 byl založen spolek mladých hasičů v Oeynhausenu, ve kterém se mládež ve volném čase rozumně vyžívají.

## Doprava
Obec leží na vídeňské silnici B17, směřující od severu na jih. Silnice Bádenská B210 spojuje místa od východu na západ.

## Sousední obce
Na severu je Traiskirchen, východně Oberwaltersdorf, na jihu je sousedem Teesdorf a západně Tribuswinkel.